# Берингова протока
Бе́рингова прото́ка — протока між материками Євразія та Північна Америка, що сполучає Чукотське море Північного Льодовитого океану з Беринговим морем Тихого океану.

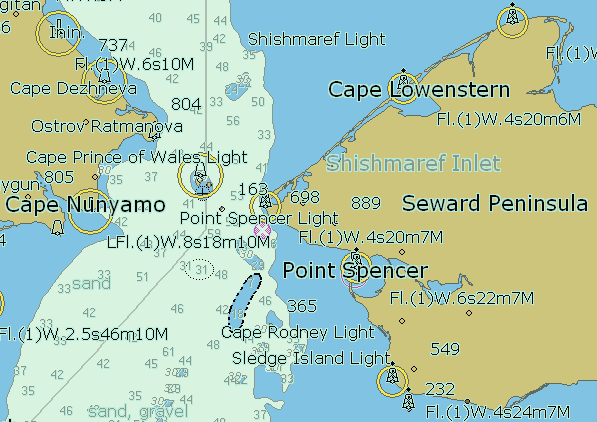
Навігаційна діаграма Берингової протоки

## Версії виникнення
Берингова протока довгий час слугувала цікавою темою досліджень міграції людства через сухопутний міст з Азії до Америки. Сухопутний міст утворився в результаті падіння рівня світового океану і концентрації води в льодовиках й існував декілька тисячоліть тому. Зазвичай цей суходіл зветься Берингія і вважається першою точкою заселення людиною Америки.

## Географія
Ширина протоки 86 км, глибина 42 м. З жовтня по липень вкрита дрейфуючою кригою.
Між островами Діоміда, що лежать посередині протоки, проходить державний кордон між Росією та США та Міжнародна лінія зміни дат.

## Історія відкриття
Відкрив Берингову протоку Семен Дежньов у 1648 році. Названо ім'ям мореплавця Вітуса Беринга, який 1728 року пройшов протокою.
Терени навколо протоки з американського боку належать до зони перепису населення Ном, з населенням близько 9000 осіб. З російського боку до Чукотського автономного округу із селищем Провідєнія (населення 4500 осіб).

## Проєкти освоєння
Існують пропозиції щодо будівництва мосту або тунелю через протоку, але через політичні й фінансові проблеми розробки не ведуться.
У вересні 2008 була висунута пропозиція щодо будівництва дамби або греблі через протоку задля впливу на льодове становище в Арктиці. Інша пропозиція Diomede Threshold (Діомідова гребля) передбачає пропуск вод річки Юкон через греблю і використання різниці солоності. Дамби святого Лаврентія, яка б з'єднала острів Святого Лаврентія (розташований на 300 км південніше протоки) з берегами Сибіру й Аляски. Це не перша пропозиція щодо будівництва дамби (греблі) через протоку.